# Peculio
El peculio o peculium (del latín pecus, ganado o ahorrado) es la propiedad individual de las personas. En concreto, consiste de un conjunto de bienes  económicos de todo tipo que pertenecen al patrimonio personal. El término es utilizado principalmente en Derecho romano, dado que en la actualidad el sinónimo utilizado de forma habitual es el del patrimonio. Para abordar en qué consiste el peculio, primero sería necesario hacer una referencia a la situación de la sociedad romana. Como consecuencia del status familiae (es decir la posición que cada uno de los miembros ocupaba en el seno de la familia), se podía distinguir dos categorías: los "sui iuris", aquellos que tenían capacidad jurídica, por ejemplo el Pater familias, y los "alieni iuris", aquellos que estaban sometidos a un poder, no disfrutaban de capacidad jurídica. De esta manera, los filius familias se encontraba dentro de esta categoría de "alieni iuris". 
Así, el derecho arcaico, no reconocía la capacidad jurídica al filius familias, pero con el paso del tiempo, el ius civile admitió la institución del peculium (el peculio). De esta forma, nace el concepto peculio que ha perdurado hasta nuestros días.

## Derecho romano
En el Derecho romano existieron distintos tipos de peculio:
- Peculio profecticio: era el conjunto de bienes que un pater entregaba al hijo para su administración. El pater familias respondía de las obligaciones que contraía el hijo hasta el monto del peculio. Este peculio estuvo determinado por dos características fundamentales: la revocabilidad (esto es, la posibilidad que en todo momento tenía el pater familias de recuperar esos bienes cedidos), y por otra parte, la indisponibilidad mortis causa: si premoría el filius familias, el peculio retornaba al padre (esto sucedía no porque el pater familias fuese considerado heredero, sino porque recuperaba simplemente los bienes cedidos).

- Peculio adventicio, también conocido como bona materna: era el conjunto de bienes que recibía el hijo de su madre, abuela o cónyuge. Se puso en práctica desde el emperador Constantino.

- Peculio castrense: era el conjunto de bienes que un hijo de familia adquiría en el ejercicio de la profesión militar (soldada).

- Peculio quasi castrense: era el conjunto de bienes que un hijo de familia adquiría en el ejercicio de un cargo en la corte imperial o en la Iglesia. Se puso en práctica desde los tiempos del emperador Justiniano.

- Datos: Q2067864